# Bothriophryne velata
Bothriophryne velata är en stekelart som beskrevs av Prinsloo och Annecke 1978. Bothriophryne velata ingår i släktet Bothriophryne och familjen sköldlussteklar. Inga underarter finns listade.